# Games for Windows – Live
Games for Windows – Live (również: GFWL) – platforma dystrybucji cyfrowej i system gier wieloosobowych na komputery osobiste z systemem Windows. Platforma miała premierę 29 maja 2007 roku wraz z wydaniem wykorzystujących ją gier Halo 2 i Shadowrun na Windows Vista.
Usługi platformy są dostępne dla firm, które będą w stanie spełniać techniczne wymagania certyfikacyjne oraz standardowe wymagania usługi Games for Windows. Infrastruktura wsparcia serwisu jest dostępna również poprzez konsolę Xbox 360.
Jak wszystkie DRMy utrudniające życie graczom, tak i ta platforma spowodowała problemy. Z platformy Steam wycofano grę Grand Theft Auto IV w 2020 roku, gdyż ta usługa nie była już w stanie wygenerować nowych kluczy (dla tej gry). Powróciła ona do sprzedaży dwa miesiące później, 19 marca 2020, jako Grand Theft Auto IV: The Complete Edition i zawierała zarówno podstawową wersję gry oraz pakiet rozszerzeń Episodes from Liberty City. Z tej wersji usunięto tryb wieloosobowy, sieciowe rankingi oraz część stacji radiowych, z czego dwie pierwsze są bezpośrednim skutkiem usunięcia usługi GFWL.